# Woo Do-hwan
Woo Do-hwan (hangul: 우도환, hanja: 禹棹煥; nascido em 12 de julho de 1992 em Anyang, Gyeonggi, Coreia do Sul) é um ator sul-coreano. Ele é mais conhecido por seus papéis nas séries Save Me, Mad Dog, Tempted, My Country: The New Age e The King: Eternal Monarch.

## Juventude e educação
Woo Do-hwan nasceu em 12 de julho de 1992 em Anyang, província de Gyeonggi. Ele se formou na Universidade Dankook, com especialização em performance e cinema.
Ele é um bom amigo do ator Kim Min-jae  e da atriz Moon Ga-young. Ele também é amigo dos atores Jang Ki-yong, Kim Kyung-nam e Lee Min-ho.
No final de junho de 2020, anunciou que iniciaria o serviço militar obrigatório em 6 de julho do mesmo ano.

## Carreira
Ele é um membro da agência "Keyeast Entertainment" (Keyeast), agência afiliada SM Culture e Contents ("SM C&C").
Em agosto de 2018, ele participou de uma sessão de fotos para "High Cut".
Em abril de 2016, ele apareceu no Dramaworld, onde interpretou Seung-Woo, amigo de Seo-Yeon (Bae Noo-Ri) e proprietário de uma floricultura que ajuda a estudante americana Claire Duncan (Liv Hewson) e Joon Park (Sean Dulake) para pegar o vilão mascarado responsável pela morte do pai de Joon.

Em outubro do mesmo ano, ele se juntou ao elenco recorrente da série Sweet Stranger and Me (também conhecido como "The Man Living in Our House"), onde interpretou Kim Wan-Shik, o subordinado de Bae Byung-woo (Park Sang-Myun) até dezembro do mesmo ano.

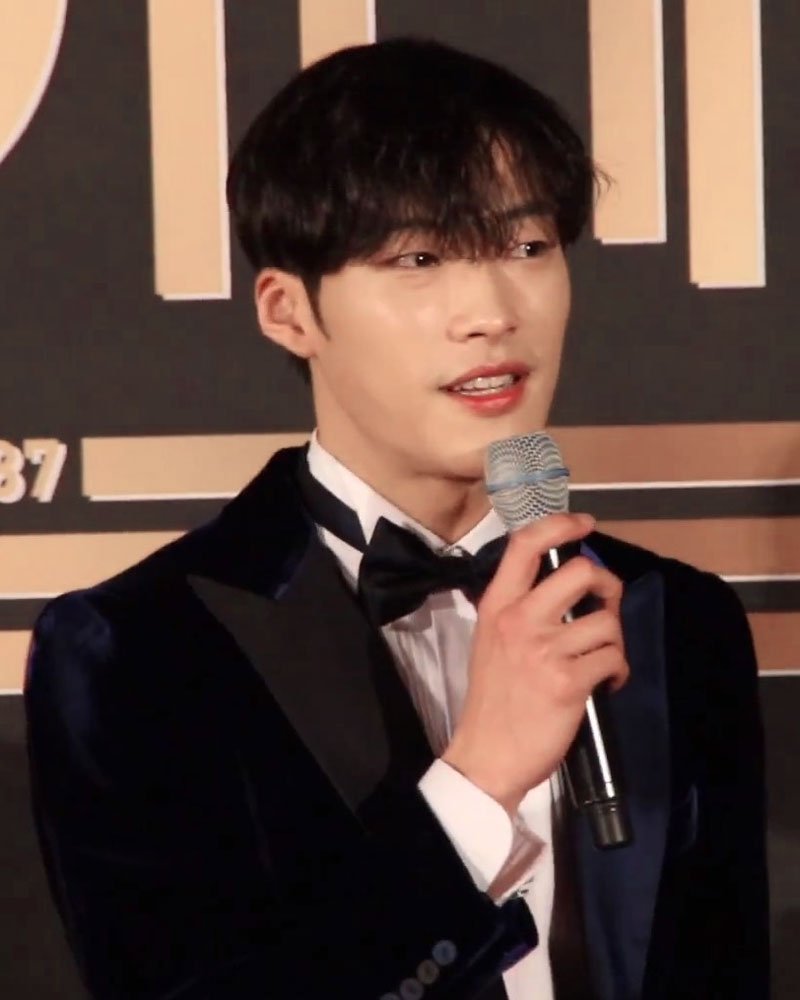
Woo em dezembro de 2017.

Em agosto de 2017, ingressou no elenco principal da série Save Me, onde interpretou Suk Dong-Chul, um jovem rebelde que vivia com sua avó catadora de produtos recicláveis, a qual morreu enquanto ele estava em uma casa de detenção, devido a uma prisão injusta. E quando foi libertado, juntou-se aos seus amigos para salvar Im Sang-Mi (Seo Ye-Ji) de uma seita religiosa. Interpretou o papel até o final da série, em setembro do mesmo ano.
Em outubro do mesmo ano, ele se juntou ao elenco principal da série Mad Dog, onde interpretou o gracioso, inteligente e charmoso Kim Min-Joon, um ex-autor de fraudes que se juntou ao ex-policial Choi Kang-woo (Yoo Ji-tae), o chefe da equipe especial chamada "Mad Dog" para investigar fraude de seguro, até o final da série, em 30 de novembro de 2017.
Em 12 de março de 2018 , ele se juntou ao elenco principal da série The Great Seducer (também conhecida como "Great Temptation" e "Tempted"), onde interpretou Kwon Shi-hyun, um playboy sedutor e único neto herdeiro do conglomerado do Grupo JK até o final da série, em 1º de maio do mesmo ano.
Em 31 de julho de 2019 ele se juntou ao elenco principal do filme The Divine Fury (anteriormente conhecido como "Lion"), onde interpretou Ji Shin, um jovem misterioso com a capacidade de ver as fraquezas dos outros e usá-las a seu favor.
Em 4 de outubro do mesmo ano, ele se juntou ao elenco principal do drama My Country: The New Age, onde interpretou Nam Seon-ho, um jovem atraente e habilidoso nas artes literárias e marciais cujo status de serva de sua mãe não lhe permite ascender na sociedade, e para que ele possa assumir um posto mais elevado, seu pai o toma de sua mãe e o assume. Interpretou o papel até o final da série, em 23 de novembro do mesmo ano.
Em 17 de abril de 2020, ele se juntou ao elenco principal da série The King: The Eternal Monarch, onde interpretou o charmoso Jo Eun-Seob, um funcionário do serviço público comum na Coréia moderna, e Jo Yeong, o bonito, mas sério capitão e guarda-costas do imperador Lee Gon (Lee Min-ho), até o final da série, em 12 de junho do mesmo ano. Sua atuação foi aclamada pela dualidade que transparecia na interpretação de seus personagens.
Em junho do mesmo ano foi anunciado que ele estava em negociações para ingressar no elenco principal da série Hero para aceitar poderia dar vida a Oh Gyu-Tae, um promissor promotor e atleta de boxe que atualmente está sem emprego, que durante e após um julgamento devido a um incômodo caso de assalto de chaebol, ele não conseguiu conter sua raiva e acabou jogando um livro de lei na cabeça do chaebol, e por isso foi forçado a se aposentar do cargo e teve sua licença de advogado suspensa por 10 anos, encerrando sua carreira e passando a trabalhar meio período na loja de um amigo ganhando perto de zero.

## Filmografia

### Filme
| Ano  | Título                      | Função                          | Ref.   |
| ---- | --------------------------- | ------------------------------- | ------ |
| 2016 | Operation Chromite          | Subordinado de Ri Kyung-shik    | [ 36 ] |
| 2016 | Master                      | Homem com boné virado para trás | [ 37 ] |
| 2019 | The Divine Fury             | Ji-shin                         | [ 38 ] |
| 2019 | The Divine Move: Ghost Move | Solitário                       | [ 39 ] |

### Série de televisão
| Ano  | Título                                             | Função                     | Rede | Ref.          |
| ---- | -------------------------------------------------- | -------------------------- | ---- | ------------- |
| 2011 | You're Here, You're Here, You're Really Here [ ko] | Cameo                      | MBN  | [ 40 ]        |
| 2012 | Shut Up Flower Boy Band                            | Cameo                      | tvN  | [ 41 ]        |
| 2016 | Dramaworld                                         | Seung-woo                  | Viki | [ 42 ]        |
| 2016 | Sweet Stranger and Me                              | Kim Wan-shik               | KBS2 | [ 43 ]        |
| 2017 | Save Me                                            | Suk Dong-cheol             | OCN  | [ 44 ] [ 45 ] |
| 2017 | Mad Dog                                            | Kim Min-joon / Jan Gebauer | KBS2 | [ 46 ] [ 47 ] |
| 2018 | Tempted                                            | Kwon Si-Hyun               | MBC  | [ 48 ] [ 49 ] |
| 2019 | My Country                                         | Nam Sun-ho                 | JTBC | [ 50 ] [ 51 ] |
| 2020 | The King: Eternal Monarch                          | Jo Eun-seob / Jo Young     | SBS  | [ 52 ] [ 53 ] |

### Revistas / sessões de fotos
| Ano  | Título        | Notas  |
| ---- | ------------- | ------ |
| 2020 | ELLE Magazine | [ 54 ] |

### Anúncios
| Ano  | Título        | Notas         |
| ---- | ------------- | ------------- |
| 2018 | Sprite CF     | com Blackpink |
| 2017 | KAKAO BANK CF | -             |

## Prêmios e indicações
| Ano  | Prêmio                       | Categoria                                                       | Trabalho nomeado | Resultado | Ref.   |
| ---- | ---------------------------- | --------------------------------------------------------------- | ---------------- | --------- | ------ |
| 2017 | Baeksang Arts Awards de 2017 | Melhor Novo Ator (Filme)                                        | Master           | Nomeado   | [ 56 ] |
| 2017 | 31º KBS Drama Awards         | Melhor Novo Ator                                                | Mad Dog          | Ganhou    | [ 57 ] |
| 2017 | 31º KBS Drama Awards         | Prêmio de Melhor Casal (com Ryu Hwa-young)                      | Mad Dog          | Nomeado   | [ 57 ] |
| 2017 | 31º KBS Drama Awards         | Prêmio internauta, ator                                         | Mad Dog          | Nomeado   | [ 57 ] |
| 2018 | Baeksang Arts Awards de 2018 | Melhor Novo Ator (TV)                                           | Save Me          | Nomeado   | [ 58 ] |
| 2018 | 6º APAN Star Awards          | Melhor Novo Ator                                                | Mad Dog          | Nomeado   | [ 59 ] |
| 2018 | 2º The Seoul Awards          | Melhor Novo Ator (Drama)                                        | Mad Dog          | Nomeado   | [ 60 ] |
| 2018 | MBC Drama Awards             | Prêmio de Excelência, Ator em um Drama de segunda a terça-feira | Tempted          | Ganhou    | [ 61 ] |
| 2020 | Chunsa Film Art Awards       | Melhor Novo Ator                                                | The Divine Fury  | Nomeado   | -      |